# 장영선
경남에서 활동하고 있으며 2006년 디자인글봄을 설립하여 2021년 현재 16년째 활동 중이다.
```
          지역 예술활동가로서 캘리그라피의 대중적인 확장과 보편화 그리고 전문화를 위해 활동하고 있다. 
```

- (사)문화예술교육협의회 대표 (2019~ )
- 평생교육강사연합회 대표 (2015~ )
- 글봄회 창설(2014~ )
- (사)대한민국미술협회 회원
- (사)대한민국미술협회 창원지부 회원 및 캘리그라피 이사(2019~ )
- (사)대한민국미술협회 경남지회 캘리그라피 분과워원장 (2022~ )
- 경남미술대전, 창원 성산미술대전, 진주 개천미술대전, 경남 mbc여성휘호대회 등 운영위원 및 심사 역임